# Ardealul pământ românesc
Ardealul pământ românesc (în limba maghiară Erdély román föld) este o sintagmă în limba română întâlnită atât ca titlu de carte, cât și ca inscripție cu caracter politic. Există și construcții asemănătoare, precum „Ardealul, pământ strămoșesc” sau „Ardealul. Pământ și cuvânt românesc”.
Dintre cărți, cea intitulată Ardealul pământ românesc (Problema Ardealului văzută de un american), publicată de jurnalistul american Milton G. Lehrer în 1944, a fost concepută în spiritul procesului de pregătire a României pentru viitoarea Conferință de Pace de la Paris de după cel de-Al Doilea Război Mondial, având rol de  pledoarie pentru restabilirea granițelor stipulate prin Tratatul de la Trianon. Lucrarea privilegiază martirologia națională, în detrimentul analizei științifice imparțiale și prin caracterul său, este un de precursor al lucrărilor românești ulterioare de propagandă ale României comuniste.
În limba maghiară există sintagma, Erdély magyar föld (în limba română Ardealul este pământ maghiar), cu pattern de distribuție similar. Aceasta a fost folosită atât în compunerea unei lozinci (Piros, fehér, zöld – Erdély magyar föld! — în română Roșu, alb și verde – Ardealul este pământ maghiar!) sau a unei inscripții (Erdély újra magyar föld! — în  română Ardealul este iarăși pământ maghiar!) de pe afișe de propagandă, în contexte asociate cu ocupația Ardealului de Nord de către Regatul Ungariei în perioada 1940-1944, cât și în cea a titlului unei cărți, prin intermediul căreia au fost publicate în anul 2019 texte inedite din perioada 1925-1945 ale lui Albert Wass: Erdély magyar föld - Kötetben meg nem jelent írások (în română Ardealul este pământ maghiar - Scrieri nepublicate in volum).

## În literatură

### Gheorghe J. de Ferenczy
În 1941 a apărut la Ploiești prima carte care a folosit această sintagmă în titlu, Ardealul pământ românesc. Un publicist săcui refugiat despre dreptatea noastră, scrisă de Gheorghe J. de Ferenczy⁠(hu)[traduceți].

### Milton G. Lehrer

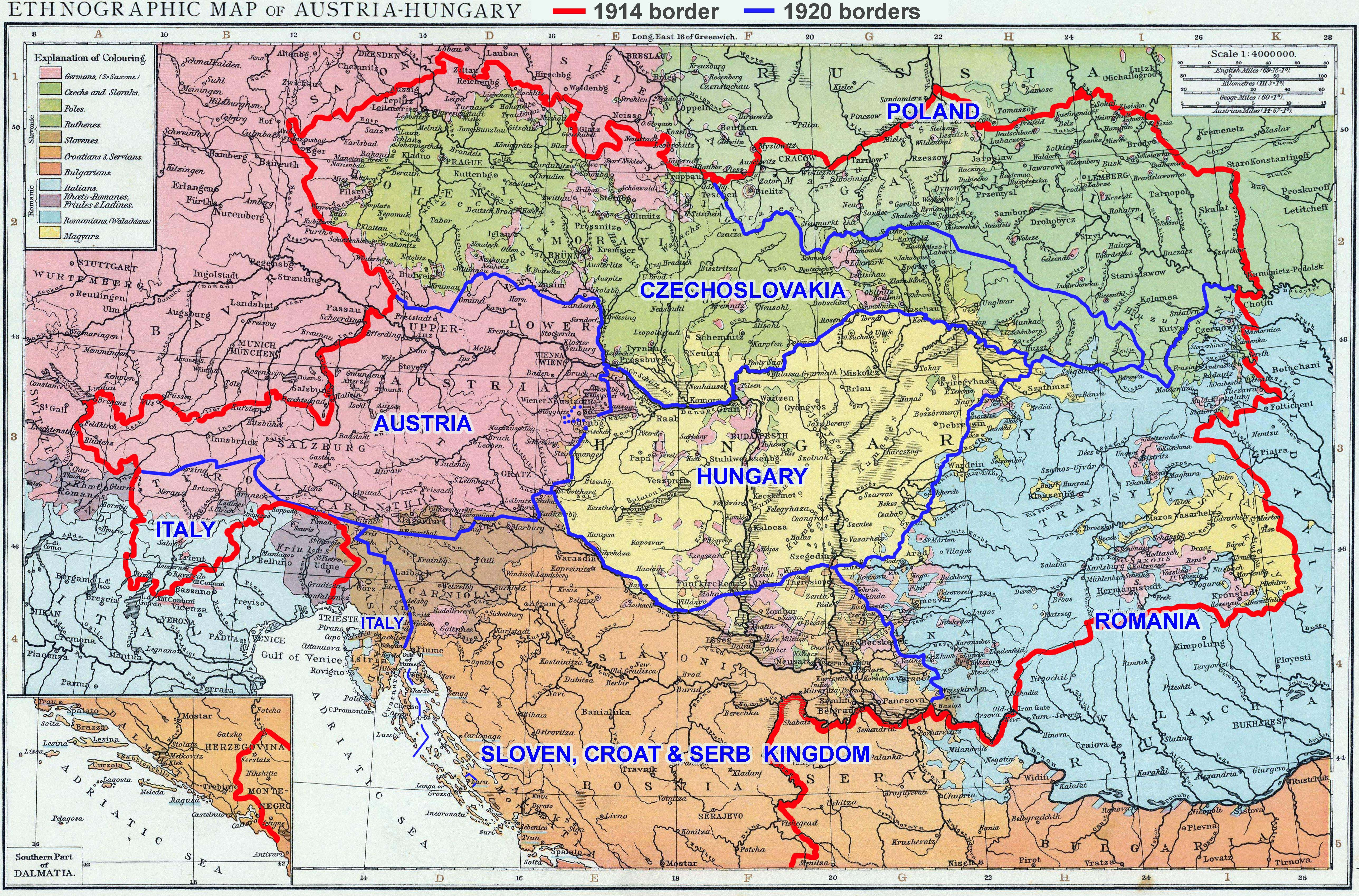
Harta etnică a Austro-Ungariei în anul 1890 (din Times Atlas al lui Richard Andree, 1895), cu granițe comparative adăugate: în 1914 (margini roșii) și granițele statelor succcesoare în 1920 (margini albastre).

În 1944 a apărut la București Ardealul pământ românesc (Problema Ardealului văzută de un american), carte scrisă de jurnalistul american  Milton G. Lehrer. Cartea urmărește succesiunea evenimentelor din regiune și în ce privește problematica româno-maghiară referitoare la Ardeal, o abordează începând cu cucerirea Transilvaniei de către maghiari și urmărește firul istoriei până la sfârșitul Primului Război Mondial. Lucrarea este structurată în 3 părți. Prima parte este intitulată Transilvania după năvălirea ungurilor, a doua Ungaria dela Trianon și a treia Regimul minorităților sub unguri și sub români. În partea finală, un mic capitol este dedicat perioadei în care Ardealul de Nord a fost încorporat Ungariei în urma Dictatului de la Viena.
Există opinia că manuscrisul original, scris în limba franceză, ar fi conținut în plus un capitol substanțial, cu rol de preambul istoric, referitor la problema continuității daco-romane pe teritoriul transilvănean, anterioară cuceririi acesteia de către maghiari.

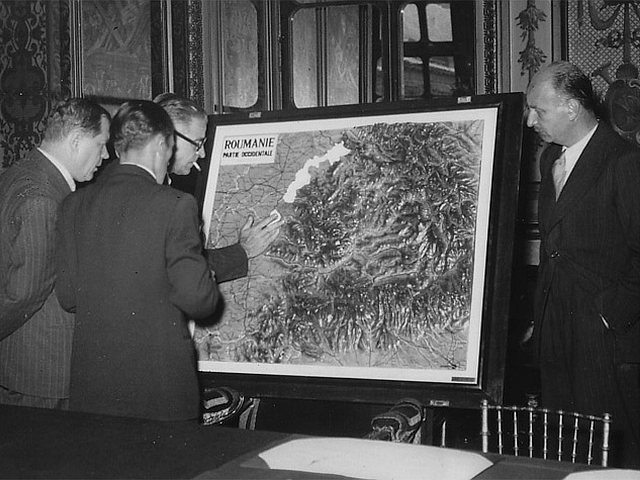
Dimitrie D. Dimăncescu în 1946 în timpul Conferinței de Pace de la Paris, aplicând culoare albă pe ariile revendicate teritorial de Ungaria.

Cartea a fost redactată inițial în limba franceză cu titlul Le problème transylvain vu par un américain. La Transylvanie - terre roumaine., fiind publicată pentru prima dată în luna octombrie 1944, în limba română (versiunea în limba franceză nu a fost publicată). A fost reeditată până în prezent (2023) în 1989, 1991, 2013 și 2018. Având ca fundal procesul de pregătire al României pentru viitoarea Conferință de Pace de la Paris, volumul a fost conceput în spiritul acestuia, având caracterul de pledoarie pentru restabilirea granițelor stipulate prin Tratatul de la Trianon. De altfel, perspectiva aplicată asupra contextului originar care circumscrie perioada Primului Război Mondial indică faptul că, Austro-Ungaria este văzută ca fiind „o monstruozitate statală care dăinuia de atâta timp în Centrul Europei”.
În timp de cartea respectivă are calitatea de precursor al lucrărilor românești ulterioare de propagandă, prin caracteristicile sale se include unui grup al acestora, individualizat prin stilul care a privilegiat martirologia națională, în detrimentul analizei științifice, imparțiale. Volumul lui Lehrer abordează problema în mod partinic și se constituie într-un rechizitoriu, la dresa stăpânirii maghiare în Transilvania. Încă din titlu, este evident că textul se situează în mod definitoriu de partea cauzei românești. Reflexie a ecourilor literaturii interbelice și prefigurare a istoriografiei României comuniste, modul în care s-a făcut conviețuirea româno-maghiară este prezentat drept o luptă continuă și de lungă durată. Cartea pune accentul pe conflictele existente de-a lungul unui mileniu de trai în comun și asemeni viziunii de mai târziu, scoate în evidență conflictele sociale și interetnice, ignorând faptul că perioadele în care acestea nu au existat au fost mai lungi decât cele conflictuale.
Textul lui Lehrer se face remarcat încă de la început printr-un limbaj extrem de violent, care, abundă de formulări virulente. Lucrarea este dedicată de autor trupelor „sovietice și române desrobitoare”, iar în epilog, autorul arătându-și deplina satisfacție pentru faptul că Ardealul a redevenit românesc, scoate din nou în evidență rolul „glorioaselor trupe sovietice” și ale „genialului conducător al Rusiei Sovietice”. Secțiunea de la sfârșit referitoare la ocupația ungară a nordului Transilvaniei include opiniile extremiste referitoare la „barbarismul asiatic” al ungurilor și la „miile de barbarii comise de bandele hortyste” ale epocii, din presa și din propaganda românească, precum și din discursul public de pe atunci. Impresia transmisă de autor este că, ceea ce s-a întâmplat a fost parte a unii plan de exterminare a românilor, pus la cale de maghiari.
Atât în lucrările ulterioare de propagandă, cât și în unele dintre lucrările apărute după 1990, mai multe dintre afirmațiile lui Lehrer au fost reluate.
Opiniile despre carte nu sunt unanime, lucrarea find caracterizată și ca „având o anvergură națională și regională” sau drept ca fiind „de referință”, ori cu „dovezi clare” în legătură cu afirmațiile pe care le expune, deși autorul nu este istoric. Un argument pentru valabilitatea acestor aserțiuni ar fi detașarea de interese privitoare la binele propriei națiuni, principială în ce privește un autor străin. Dar deși jurnalistul s-a născut în Statele Unite ale Americii, totuși proveniența părinților lui Lehrer este din România, aceștia s-au reîntors în România, iar fiul lor și-a făcut o parte dintre studii, tot în România.

## Alte utilizări
Asociația Foștilor Refugiați, Strămutați și Expulzați din Ardealul de Nord (acronim A.R.D.E.A.N.) a organizat periodic, un simpozion cu titlul „Ardealul pământ românesc”, a cărui primă ediție a fost în anul 2008 și care în anul 2016 ajunsese la a VII-ea ediție.
Sintagma „Ardealul pământ românesc” a devenit atât subiect de inscripție în cadru de manifestare politică, pe pancarte, cât și de afișare, motiv de disensiune interetnică româno-maghiară.

## Sintagme similare
Există și construcții precum Ardealul, pământ strămoșesc sau Ardealul. Pământ și cuvânt românesc, folosite în compunerea de titluri de carte.

## Erdély magyar föld

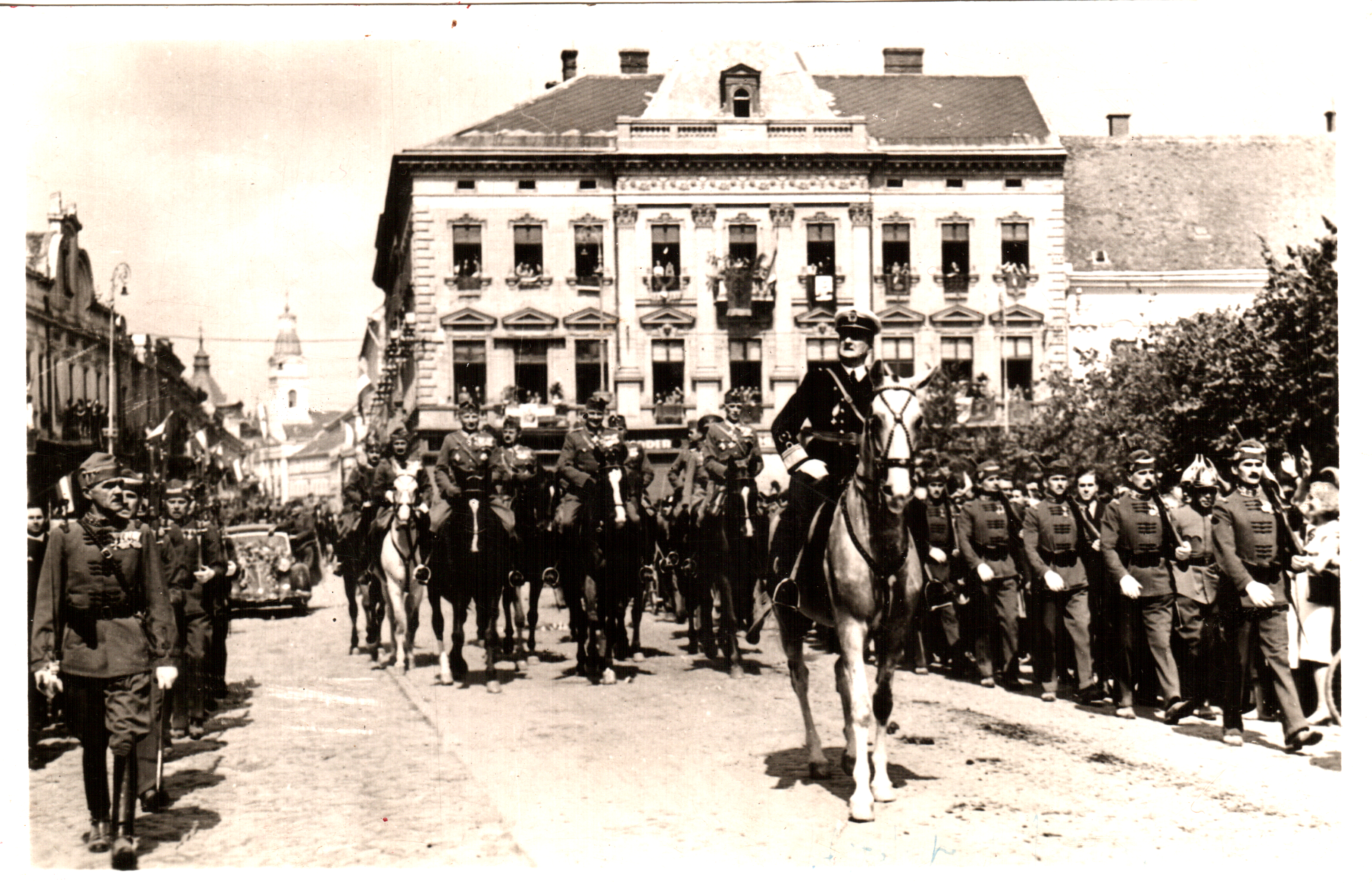
Intrarea trupelor maghiare în Satu Mare în 1940.

### Perioada celui de-al Doilea Război Mondial
Sintagma Erdély magyar föld (în limba română Ardealul este pământ maghiar) a intrat în compunerea lozincii Piros, fehér, zöld – Erdély magyar föld! (în română Roșu, alb și verde – Ardealul este pământ maghiar!), uzitată în anul 1940 și scandată de populația maghiară la intrarea trupelor Ungariei în Transilvania.
De asemenea, a fost inscripționată și pe afișe de propagandă din perioada celui de-Al Doilea Război Mondial, sub forma Erdély újra magyar föld! (în română Ardealul este iarăși pământ maghiar!), în contexte asociate cu ocuparea nordului Ardealului de către Ungaria.

### În literatură
În anul 2019 a apărut o colecție de scrieri ale lui Albert Wass cu titlul și subtitlul Erdély magyar föld – Kötetben meg nem jelent írások (în maghiară Pământul maghiar al Ardealului – Scrieri nepublicate în volum). Antologia face parte dintr-o colecție, care și-a propus publicarea completă a scrierilor lui Wass. Textele scriitorului reunite în volum sunt inedite și aparțin perioadei 1925–1945.
În opinia istoricului literar Attila Zoltán Kovács, managerul editurii care a publicat cartea, titlul este probabil unul provocator în contextul creat de aniversarea unui secol de la Tratatul de la Trianon. Alegerea sa are însă în vedere un text al lui Wass din 1940, care este o reflecție asupra deciziei de la Viena și ilustrează în mod potrivit experiențele și gândirea autorului de-a lungul celor două decenii acoperite de volum, iar, din acest motiv, titlul respectiv ar fi potrivit. Deloc întâmplător, unul dintre textele lui Wass din lucrare a fost publicat în cotidianul clujean Opoziția⁠(hu)[traduceți], la prima aniversare a ocupării Ardealului de Nord de către Ungaria.